# Убихія загробна
Убихія загробна (Ubychia stygia) — вид жуків родини Raymondionymidae.

## Поширення
Вид поширений у Туреччині та на Кавказі (Грузія, Північний Кавказ).